# Дуберштайн, Кеннет
Кеннет Дуберштайн (англ. Kenneth Duberstein; 21 апреля 1944, Бруклин, Нью-Йорк — 2 марта 2022) — американский политтехнолог и государственный деятель, член Республиканской партии США, бывший глава администрации президента США.
Кеннет Дуберштайн в 1988—1989 годах при президенте США Рональде Рейгане занимал пост главы администрации президента США, сменив Говарда Бейкера, и был первым евреем, занимавшим эту должность. Ранее Дуберштейн в 1987 году был заместителем главы администрации президента США. Он также был с 1981 по 1983 год помощником заместителя помощника президента по парламентским вопросам.

## Ранняя жизнь и образование
Дуберштейн родился в еврейской семье в Бруклине, сын Джуэл (Фалб), учительницы, и Аарона Дуберштейна, сборщика средств для бойскаутов Америки. Он окончил школу Poly Prep Country Day School и колледж Франклина и Маршалла (A.B. 1965) и Американский университет (M.A. 1966). В 1989 году он получил почетную степень доктора права от Франклина и Маршалла. Во время учебы в колледже он был членом Zeta Beta Tau.